# Wolfgang April
Wolfgang April (* 3. September 1959 als Bogusław Kwiecień in Kluczbork) ist ein ehemaliger deutscher Fußballspieler. Er war bis zu seiner Einbürgerung am 9. Januar 1986 Pole.

## Spielerlaufbahn
Wolfgang April begann im polnischen Kluczbork mit dem Fußballspiel. 1978 wechselte der technische Mechaniker zu FKS Stal Mielec, dem polnischen Meister von 1976. Nach nur einer Saison bei Mielec zog es ihn zu Gwardia Koszalin. Dort spielte er vier Jahre, ehe er 1983 wieder zu Stal Mielec zurückkehrte, die gerade in die zweite polnische Liga abgestiegen waren. 1984 ging April, der insgesamt 16 Einsätze für Jugendnationalmannschaften des polnischen Fußballverbands absolviert hatte, nach Deutschland. Der 1,77 m große Abwehrspieler, der auch im Mittelfeld eingesetzt wurde, fand bei Eintracht Frankfurt Aufnahme. Wie damals üblich, war er zunächst für die erste Saison nach seinem Wechsel von Ost- nach Westeuropa gesperrt.
Erst zur Saison 1985/86 war er spielberechtigt. Zunächst absolvierte er noch unter dem Namen Bogusław Kwiecień die ersten drei Saisonspiele von Beginn an. Auch am sechsten Spieltag durfte er noch einmal von Beginn an auflaufen, wurde jedoch zur Halbzeit ausgewechselt und kehrte nur noch zweimal als Einwechselspieler am 12. und 14. Spieltag auf den Bundesligarasen zurück.
Als Wolfgang April wechselte er im Dezember 1985 in die 2. Bundesliga zur SpVgg Bayreuth. Dort rückte er erst in der zweiten Hälfte der Rückrunde in den Stamm und kam an der Seite von Jörg Dittwar und Armin Eck auf zwölf Einsätze. Danach kehrte er zunächst nach Frankfurt zur Eintracht zurück, gehörte jedoch nur dem Amateurkader an. Er ging während der Saison nach Spanien in die Primera División zum Aufsteiger CE Sabadell FC und kam dort im Saisonendspurt auf sieben Einsätze.
Zurück in Deutschland zog es April 1987 in die hessische Oberliga zur SpVgg Bad Homburg. Mit der SpVgg stand er 1989 im Finale um die deutsche Amateurmeisterschaft. Nach dem verpassten Aufstieg in die 2. Bundesliga wechselte er in die Schweizer Nationalliga B zum FC Glarus, wo er noch zwei Jahre bis 1991 spielte.